# 拿祖
拿祖（西班牙語：Nacho)，全名何塞·伊格纳西奥·费尔南德斯·伊格莱西亚斯（西班牙語：José Ignacio Fernández Iglesias），1990年1月18日—），出生於西班牙馬德里，是一名西班牙職業足球員，司職後衛，但亦可擔當其他多個位置。目前效力於沙烏地職業足球聯賽俱樂部艾卡迪斯亞足球俱樂部。

## 生涯
拿祖出生於西班牙首都馬德里，並在11歲時已進行皇家馬德里的青訓中心。2009年初，他與球隊簽下合約，正式成為皇家馬德里預備隊的球員。2011年，他晉升至一隊，在預備隊的兩隊間，他為球隊上陣99場，並協助球隊取得重返乙組聯賽。同年4月23日，他在對華倫西亞的聯賽中首次上陣，這是他首場的西甲賽事。
2021年7月，納喬將與皇家马德里的合約再延長兩年，至2023年。
拿祖在2018年世界盃入选西班牙国家队最後23人名单，身穿4号球衣。在对阵葡萄牙的首战中虽然在开赛3分钟就因在禁区伸腳阻止C罗前进而送出点球，導致球队落后，但拿祖在下半場以一记远射攻破葡萄牙大门打入反超一球将功补過，最终与葡萄牙战平3-3。該屆西班牙在十六强被东道主俄罗斯淘汰出局。
拿祖為皇家馬德里在各項賽事贏得26項錦標，是隊史獎盃數最多的球員，與摩迪並列，超越曾贏得25項錦標的馬些路及賓斯馬。

## 個人生活
12歲的時間便發現患上一型糖尿病，一生都要與病魔戰鬥。通常是探病童時才會分享自己患病。
。

拿祖的弟弟亚历克斯也是一名足球運動員。作為一名中場，效力於西甲球會加的斯。

## 榮譽
皇家馬德里
- 西班牙足球甲级联赛冠軍：2016–17、2019–20、2021–22[4]、2023–24
- 西班牙國王盃冠軍：2013–14、2022–23
- 西班牙超級盃冠軍：2012、2017[5]、2019–20、2021–22、2023–24 [6]
- 欧洲冠军联赛冠軍：2013–14、2015–16、2016–17、2017–18、2021–22[7]、2023–24
- 欧洲超级杯冠軍：2014、2016、2017、2022[8]
- 世俱杯冠軍：2014、2016、2017、2018、2022

西班牙U21
- 歐洲U-17足球錦標賽冠軍：2007

西班牙U21
- 歐洲U-21足球錦標賽冠軍：2011

西班牙國家隊
- 欧国联冠軍：2022–23[9]
- 歐洲國家盃 冠軍：2024[10]

## 外部連結
- 拿祖在BDFutbol中的档案
- Soccerway資料庫：拿祖